# سمير حسنوف
سمير حسنوف(انجليزية; Samir Hasanov)، ولد في 9 سبتمبر 1967. هو لاعب كرة قدم سابق ومدرب كرة قدم حالي.لعب مع نادي ترنوبلسكي الأوكراني في مركز خط الوسط.

## روابط خارجية
- سمير حسنوف على موقع اتحاد أوكرانيا (الإنجليزية)
- سمير حسنوف على موقع قاعدة بيانات كرة القدم.إي يو (الإنجليزية)